# The Christian Martyrs
The Christian Martyrs est un film muet américain réalisé par Otis Turner et sorti en 1909.

## Fiche technique
- Titre : The Christian Martyrs
- Réalisation : Otis Turner
- Scénario : Otis Turner, d'après l'œuvre d'Edward George Bulwer-Lytton
- Producteur : William Selig
- Société de production : Selig Polyscope Company
- Dates de sortie : 
  -  États-Unis : 23 décembre 1909

## Distribution
- Hobart Bosworth
- Betty Harte
- Robert Z. Leonard